# Michał Kołodziejczak
Michał Kołodziejczak (ur. 14 września 1988 w Sieradzu) – polski rolnik, polityk, założyciel i prezes ruchu społeczno-politycznego Agrounia, poseł na Sejm X kadencji (od 2023), sekretarz stanu w Ministerstwie Rolnictwa i Rozwoju Wsi (2023–2025).

## Życiorys

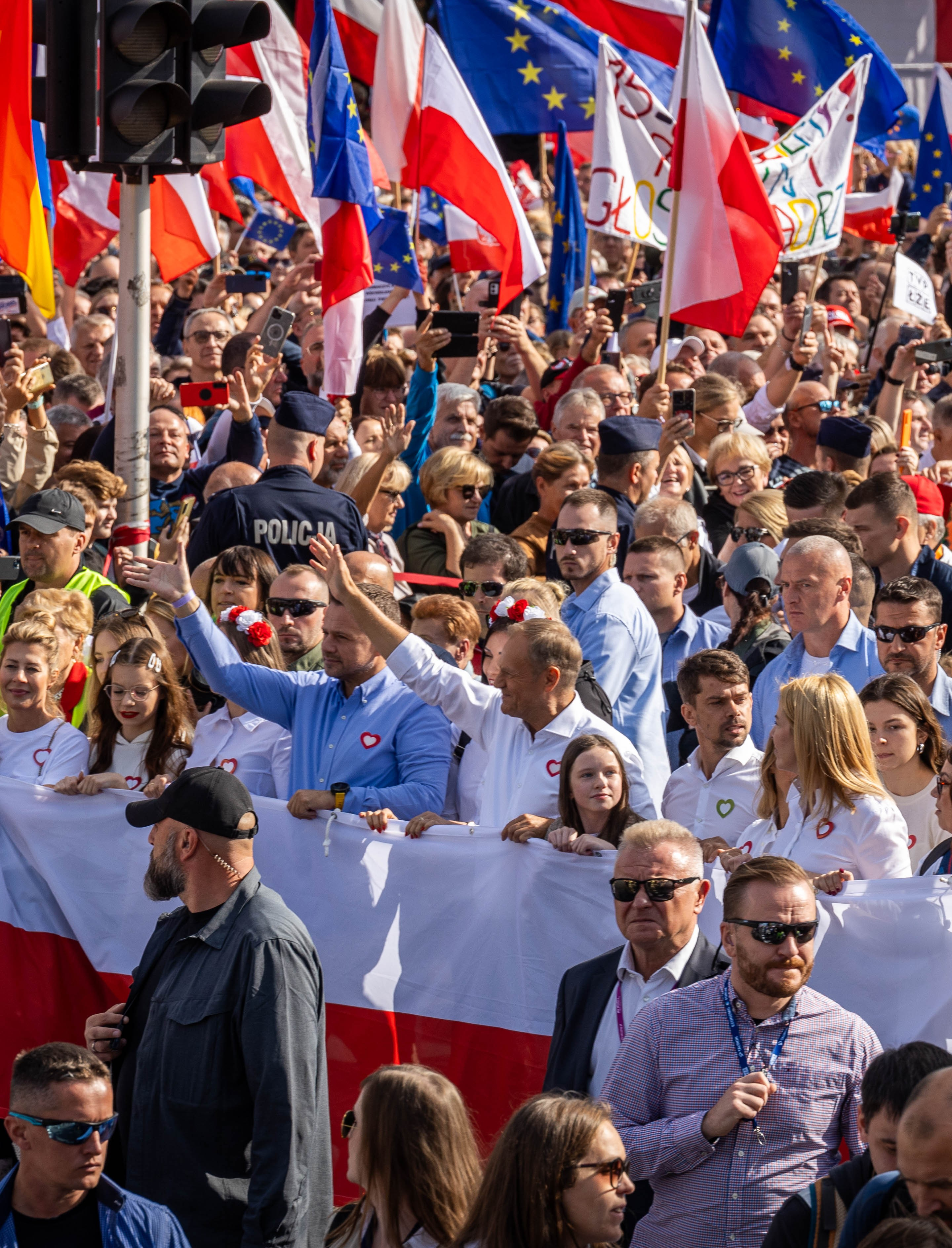
Rafał Trzaskowski, Donald Tusk i Michał Kołodziejczak podczas „Marszu Miliona Serc” w Warszawie (2023)

W 2007 ukończył I Liceum Ogólnokształcące im. Kazimierza Jagiellończyka w Sieradzu, następnie podjął pracę w gospodarstwie rolnym. Podjął nieukończone studia z bezpieczeństwa wewnętrznego na Uniwersytecie Marii Curie-Skłodowskiej oraz filologiczne na Akademii Nauk Stosowanych. Ukończył studia licencjackie w Collegium Humanum w Warszawie.
W 2014 z ramienia Prawa i Sprawiedliwości uzyskał mandat radnego miasta i gminy Błaszki. W 2018 powołał stowarzyszenie Unia Warzywno-Ziemniaczana, które organizowało protesty środowiska rolniczego przeciwko polityce rządu PiS w sprawie walki z wirusem afrykańskiego pomoru świń oraz przeciwko niskim cenom skupu płodów rolnych w województwie łódzkim. Swoimi działaniami w tym czasie zyskał pewną rozpoznawalność, media zaczęły go nazywać „nowym Lepperem”.
W związku z organizowaniem rolniczych protestów został wykluczony z partii. Nie ubiegał się ponownie o mandat radnego. W grudniu 2018 zarejestrował fundację Agrounia. W czerwcu 2019 ogłosił powołanie partii politycznej Prawda. W następnym miesiącu zapowiedział, że formacja ta przyjmie nazwę Zgoda. Formalnie prezesem ugrupowania (powstałego z przemianowana partii PolExit) został Stanisław Żółtek, a Michał Kołodziejczak wycofał się z projektu w sierpniu 2019. W maju 2021 poinformował o tworzeniu partii pod nazwą Agrounia. Zarejestrowano ją w marcu 2022 (w 2023 została przemianowana na Polskę Praworządną, a Michał Kołodziejczak ustąpił z funkcji jej prezesa; w 2024 została wyrejestrowana).
W styczniu 2022 działające na University of Toronto interdyscyplinarne laboratorium Citizen Lab poinformowało, że telefon komórkowy Michała Kołodziejczaka był inwigilowany przy użyciu oprogramowania szpiegowskiego Pegasus.
W marcu 2023 zarejestrowano nową partię polityczną pod nazwą Ruch Społeczny, której Michał Kołodziejczak został prezesem. RS powołano początkowo w celu tworzenia wspólnego projektu z Porozumieniem (kierowanym przez Magdalenę Srokę), a po zakończeniu współpracy dla wspólnego startu wyborczego z Nową Demokracją – Tak (kierowaną przez Marka Materka), w związku z którym w czerwcu tego samego roku ugrupowanie przyjęło nazwę RS Agrounia Tak. W sierpniu 2023, po odrzuceniu przez Polskę 2050 Szymona Hołowni możliwości startu Michała Kołodziejczaka wraz z RS Agrounia Tak w wyborach parlamentarnych z list koalicji Trzecia Droga (co proponowało PSL), ogłoszono decyzję o starcie kandydatów Agrounii z ramienia Koalicji Obywatelskiej i umieszczeniu Michała Kołodziejczaka na pierwszym miejscu listy w okręgu konińskim. W wyborach tych uzyskał mandat poselski, otrzymując 44 062 głosy. Zasiadł w Komisji Gospodarki i Rozwoju oraz w Komisji Rolnictwa i Rozwoju Wsi. W grudniu 2023 objął stanowisko sekretarza stanu w Ministerstwie Rolnictwa i Rozwoju Wsi. W styczniu 2025 kierowana przez niego partia RS Agrounia Tak została wyrejestrowana. W czerwcu 2025 podał się do dymisji z funkcji wiceministra w związku ze sporem z ministrem Czesławem Siekierskim; zakończył urzędowanie w tym samym miesiącu.